# Guennadi Manakov
Guennadi Mikhaïlovitch Manakov (en russe : Геннадий Михайлович Манаков), né le 1er juin 1950 à Efimovka (oblast d'Orenbourg, RSFS de Russie, Union soviétique) et mort le 26 septembre 2019, est un cosmonaute soviétique puis russe.

## Biographie
Guennadi Manakov a été sélectionné en tant que cosmonaute le 2 septembre 1985, et est à la retraite depuis le 20 décembre 1996.

### Famille
Guennadi Manakov est marié et a deux enfants.

## Vols réalisés
Guennadi Manakov a volé comme commandant sur :
- Soyouz TM-10, le 1er août 1990. Il s'envole en direction de Mir, en tant que membre de l'expédition Mir EO-7. Il revient sur Terre le 10 décembre 1990.
- Soyouz TM-16, le 24 janvier 1993. Il s'envole en direction de Mir, en tant que membre de l'expédition Mir EO-13. Il revient sur Terre le 22 juillet 1993.